# Club d'aviron Zarautz
Maillots
Zarauzko Arraun Elkartea (ZAE) (Club d'aviron Zarautz en basque) est un club d'aviron de la localité guipuscoanne de Zarautz (Pays basque - Espagne). Sa principale traînière est l'Enbata (Galerne en basque) et sa couleur est le bleue. Il concourt aussi dans d'autres disciplines de l'aviron comme dans les batels ou les trainerillas, toutes en banc fixe.

## Histoire
La régate la plus ancienne dont nous avons des références s'est disputée au Guipuscoa entre les traînières de Zarautz et Getaria le 2 mai 1761. Elle est partie de l'ile de Umarillarria ou Mollarri à Zarautz et est arrivée au port de Donostia. L'équipage de chacune des trainières était composée de 11 hommes et le vainqueur recevait 100 écus de la trainière qui perdrait. On ne connait pas, hélas, le vainqueur de cette régate nommée Salea.

## Palmarès

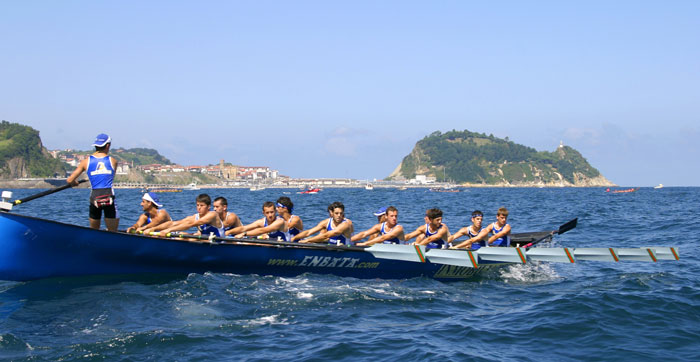
Traînière Enbata du club de Zarautz.

- 1 Championnat du Guipuscoa de trainières: 2007.
- 2 Championnat du Guipuscoa de trainerillas: 2007, 2008.
- 1 Championnat de Batels d'Euskadi: 2008.
- 1 Championnat de Trainerillas d'Euskadi: 2008.
- 2 Championnat du Guipuscoa de batels: 2008, 2009.
- 1 Drapeau de Zumaia: 1996, 2007
- 1 Drapeau Ría del Asón: 1998.

### Sources
- (es)/(gl) Cet article est partiellement ou en totalité issu des articles intitulés en espagnol « Club de Remo Zarauz » (voir la liste des auteurs) et en galicien « Zarauzko Arraun Elkartea » (voir la liste des auteurs).